# Flughafen Cochabamba

i7
i11
i13
Der Flughafen Cochabamba „Jorge Wilstermann“ (spanisch: Aeropuerto Internacional Jorge Wilstermann; IATA-Code: CBB, ICAO-Code: SLCB) ist ein bolivianischer Verkehrs- und Militärflughafen der Stadt Cochabamba und ein Stützpunkt der Fuerza Aérea Boliviana. Er wurde nach dem bolivianischen Luftfahrtpionier Jorge Wilstermann benannt, der die erste bolivianische Berufspilotenlizenz erhielt.

## Lage und Ausstattung
Die Anlagen befinden sich auf 2548 Meter Höhe. Alle Bahnen verfügen über den Precision approach path indicator (PAPI). Die Piste 14/32 verfügt zudem über ein Instrumentenlandesystem. Es befinden sich mehrere Hangars auf dem Gelände.

## Nutzung
Der Flughafen wird sowohl zivil als auch militärisch genutzt. Die bolivianischen Fluggesellschaften Amas Bolivia, Boliviana de Aviación und EcoJet bieten regelmäßige Flugverbindungen an, zum Beispiel zum Flughafen El Alto (La Paz) und Flughafen Viru Viru (Santa Cruz de la Sierra). Im internationalen Linienverkehr werden Buenos Aires-Ezeiza, São Paulo-Guarulhos und saisonal auch als einziges europäisches Ziel Madrid-Barajas bedient. 
Die bolivianischen Luftstreitkräfte (Fuerza Aérea Boliviana) nutzen den Flughafen militärisch als Abstellort und Transportbasis.

## Zwischenfälle
- Am 28. August 1949 wurde eine Douglas DC-3/C-47 der bolivianischen Lloyd Aéreo Boliviano (Luftfahrzeugkennzeichen CB-33), die auf dem Flughafen Cochabamba geparkt war, während innerer Unruhen bombardiert und irreparabel beschädigt. Personen kamen nicht zu Schaden.[3]

- Am 21. Januar 1950 verunglückte eine Douglas DC-3/C-47 der TAM – Transporte Aéreo Militar (zivile Fluggesellschaft der bolivianischen Luftwaffe) (TAM-10) bei schlechtem Wetter nahe Vacas (Bolivien), 60 Kilometer ostsüdöstlich des Zielflughafens Cochabamba. Alle 32 Insassen, vier Besatzungsmitglieder und 28 Passagiere, wurden getötet, ebenso wie eine Frau am Boden.[4]

- Am 24. April 1950 wurde eine Curtiss C-46 Commando der bolivianischen Lloyd Aéreo Boliviano (CB-51) am Flughafen Cochabamba irreparabel beschädigt. Die beiden Besatzungsmitglieder, die einzigen Insassen auf dem Flug, überlebten den Unfall.[5]

- Am 29. Juli 1951 streifte eine Curtiss C-46A-10-CU Commando der brasilianischen Loide Aereo Nacional (CB-39) nach dem Abheben vom Flughafen Cochabamba Bäume und stürzte ab. Die Maschine befand sich auf dem Überführungsflug vom vorherigen Besitzer, der bolivianischen Lloyd Aéreo Boliviano, und trug deshalb noch das bolivianische Kennzeichen. Alle drei Crewmitglieder und vier Passagiere kamen ums Leben.[6]

- Am 5. September 1955 kollidierten eine Boeing B-17G (CP-597) und eine Douglas DC-3/C-49E (CP-572) (beide Lloyd Aéreo Boliviano) in der Luft nahe Cochabamba. Die DC-3 konnte in Trinidad notlanden, keiner der Insassen kam zu Schaden. Die B-17 stürzte ab. Alle drei Insassen dieses Frachtfluges kamen ums Leben.[7][8]

- Am 5. Februar 1960 stürzte eine Douglas DC-4 der Lloyd Aéreo Boliviano (CP-609) kurz nach dem Start vom Flughafen Cochabamba in eine Lagune 15 Kilometer südlich des Startflughafens. Nach Meldungen hatte ein Triebwerk Feuer gefangen. Alle 59 Insassen, 4 Besatzungsmitglieder und 55 Passagiere kamen ums Leben.[9]

- Am 21. August 1962 stürzte eine Douglas DC-3/C-47B-1-DL der Lloyd Aéreo Boliviano (CP-536) nahe dem Flughafen Cochabamba ab. Das Flugzeug befand sich auf einem Testflug, der auf einen Wartungscheck folgte. Von den fünf Insassen kamen vier ums Leben.[10]

- Am 16. Dezember 1971 wurde eine Fairchild F-27M der Lloyd Aéreo Boliviano (CP-862) auf dem Weg von Sucre nach La Paz entführt. Der Entführer forderte nach Chile geflogen zu werden. Die Forderung wurde nicht erfüllt – das Flugzeug wurde zum Flughafen Cochabamba umgeleitet. Dort wurde die Maschine gestürmt und der Entführer verhaftet. Bei der Stürmung kamen zwei Insassen, ein Crewmitglied und ein Passagier, ums Leben.[11]

- Am 24. April 1975 wurde eine Curtiss C-46D-10-CU Commando der bolivianischen SAVCO (Servicios Aereos Virgen de Copacabana) (CP-1063) in 4350 Metern Höhe in den Berg Machu Sayari geflogen. Die Maschine befand sich im Sinkflug zum Flughafen Cochabamba. Das Flugzeug war auf einem Flug nach Sichtflugregeln, die Piloten flogen jedoch in Instrumentenflugbedingungen, also in Wolken. Durch diesen CFIT (Controlled flight into terrain) wurden alle 3 Besatzungsmitglieder getötet, die einzigen Insassen.[12]

- Am 13. Januar 1984 kehrte eine Douglas DC-4/EC-54U der bolivianischen North East Bolivian Airways (NEBA) (CP-1090) nach dem Start aufgrund des Ausfalls des Motors Nr. 2 (links innen) zum Startflughafen Cochabamba zurück. Bei der Landung schlugen Propeller auf der Landebahn auf, wodurch die Maschine seitlich von der Bahn abkam und in einem Entwässerungsgraben aufschlug. Eines der drei Besatzungsmitglieder auf dem Frachtflug kam ums Leben. Das Flugzeug wurde irreparabel beschädigt.[13]

- Am 8. Dezember 1990 kollidierte eine Douglas DC-3/C-47D der bolivianischen Servicios Aereos Virgen de Copacabana (SAVCO) (CP-1668) während der Triebwerksüberprüfung vor dem Start auf dem Flughafen Cochabamba mit einem Gebäude. Dabei zerlegte sich der linke Propeller; Teile davon trafen den Kapitän, der dadurch ums Leben kam.[14]

## Trivia
Auf Beschluss der bolivianischen Staatsanwaltschaft wurden im Zuge der Ermittlungen zu dem Flugzeugabsturz von LaMia-Flug 2933 im Hangar der Luftstreitkräfte zwei nicht im Betrieb stehende Avro RJ85 der Fluggesellschaft LaMia beschlagnahmt.